# Арака (хакасский напиток)
Ара́ка (хак. ара́ға) — хакасский алкогольный напиток, приготовляемый путём перегонки из айрана или из кумыса, молочная водка кочевых в прошлом народов. Обычная крепость — 3—20º.
У хакасов существовали два вида самогонных аппаратов: "хазан-хахпах" — западномонгольского (ойратского) типа и восточно-монгольского (халхасского) типа — "улгер" или "соян-хахпах". Молочную водку употребляли по праздникам для угощения гостей и при исполнении религиозных обрядов.